# Боинг
Боинг (на английски: The Boeing Company) е водещ американски производител на авиационна, космическа и военна техника. Седалището на компанията е в Чикаго, а нейните основни производствени мощности – в Евърет, близо до Сиатъл. Двете основни подразделения на Боинг са Boeing Integrated Defense Systems, произвеждаща военна и космическа техника, и Boeing Commercial Airplanes, произвеждаща граждански самолети.

## История
На 15 юни 1916 г. е извършен първият полет на единия от двата хидросамолета B&W, построени от Уилям Боинг с помощта на военноморския инженер Джордж Конрад Вестервелт, а на 15 юли в Сиатъл Боинг основава компанията The Pacific Aero Products Company. На 9 май 1917 г. компанията е преименувана на Boeing Airplane Company. Уилям Боинг учи в Йейлския университет (не взема диплома), а след това известно време работи в горската промишленост, където забогатява и получава знания за конструкциите от дървесина, което се оказва безценно при следващите разработка и производство на самолети.
До 2000 г. фирмата постепенно се разраства чрез обединяване на над 10 компании. Най-голямото сливане става през периода 1996 – 1997 г., когато в Боинг се вливат две мощни компании – McDonnell Douglas и Rockwell International.

### Развитие, 1916 – 1960 г.
През 1927 г. Boeing открива първата си въздушна линия, което е началото на дейността на тази компания в областта на въздухоплаването.
През 1933 г. компанията създава първия си пътнически самолет – В-247, от който модел са изработени 75 екземпляра.
Към компанията Boeing през 1934 г. се влива фирмата Stearman Aircraft, създадена през 1926 г.
През 1938 г. е първият полет на първия самолет на Боинг – „летящата лодка“ Боинг 314 Клипър. През същата година компанията започва работа върху самолети, които успешно се използват за нуждите на армията (Boeing 307 Stratoliner). По време на Втората световна война дейността на Бпоинг е най-вече в производството на бомбардировачи, като в началото на 1944 г. достига до месечно производство от 350 самолета.
След края на войната, поради липсата на такъв пазар, Боинг освобождава от работа около 70 000 работещи в компанията. Въпреки това компанията продължава да разработва модели за нуждите на армията съвместно с други компании – бомбардировачът В-17 с компаниите Lockheed Corporation (след 1995 г. – Lockheed Martin Corporation) и Дъглас Еъркрафт, и бомбардировачът В-29 с компаниите Bell Aircraft и Glenn L. Martin Company. Boeing е един от основните производители на стратегически бомбардировачи в света.
През 1947 г. Боинг разработва транспортна версия на В-29 с името В-50 Stratofortress, а през 1949 г. се появява версията за превоз на пътници В-377 Stratocruiser.
През 1950-те години технологията на пасажерските самолети се развива особено стремително и през 1958 г. Боинг създава първия широко използван реактивен лайнер (пътнически самолет) – В-707. Той е създаден на базата на много успешния модел В 367 – 80 и от първия лайнер компанията произвежда и реализира на световния пазар над 1000 екземпляра до приключване с производството му през 1991 г. При този модел са разработени различни модификации и през дълъг период от време той е използван и за транспорт на VIP пътници – държавни глави (вкл. президента на САЩ) и др. специални клиенти.
- В 307 Stratoliner
- Бомбардирвачът В-17
- Бомбардировачът В-29
- В 367 – 80
- В-707 – първият въздушен лайнер в света

### Развитие, 1960 – 1996 г.
През 1960 г. Боинг закупува фирмата Вертол (до 1956 г. наричана Piasecki Helicopter Corporation), която е създадена през 1940 г. като PV Engineering Forum. Boeing реорганизира тази фирма като Boeing Vertol Division и започва производството на хеликоптерите СН-46 и СН-47.
През 1963 г. излиза следващият успешен лайнер на компанията – В-727, от който модел през периода 1963 – 1984 г. са произведени 1832 екз. Това е среден клас лайнер и той е много популярен и най-продаваният самолет в света до средата на 1970-те години, когато бива изместен от следващия проект на Boeing.
В края на 1960-те Boeing започва производството на най-разпространения в света лайнер Boeing 737, от който са произведени множество модификации и общото производство е над 5000 бр. Счита се, че и сега на всяка пета секунда в света излита такъв самолет. Първият В-737 е произведен през 1967 г., неговото производство продължава и до днес, тъй като през този дълъг период В-737 претърпява голямо развитие и като модификации.
През периода 1967 – 1988 г. става производството на две модификации на версията, известна като Original – 737 – 100 и 737 – 200.
През 1983 г. започва производството на версията Classic, от която са моделите 737 – 300, 737 – 400 и 737 – 500, като производството им продължава до 2000 г.
От 1997 г. започва производството на версията New Generation, от която дотогава се произвеждат моделите 737 – 800 и 737 – 900. Освен това са разработени и варианти за нуждите на армията, луксозни пътувания и т.н.
Още в края на 1950-те и началото на 60-те години Boeing започва изследвания и конструкторска работа по създаване на свръхзвуков пътнически самолет, които не завършват с проект. През същия период започва съвместната дейност между Великобритания и Франция по създаване на европейски свръхзвуков пътнически самолет, която се увенчава с успех и на пазара излиза Concord. Също от края на 50-те по подобна програма работи и СССР, като на пазара излиза много подобният на Concord модел Ту-144.
В началото на 1970-те години Конгресът на САЩ рязко намалява субсидията за развитие на това направление и развитието на проекта спира до създаването на два прототипа. През 1971 г. Boeing претърпява нов неуспех по отношение участието си в космическата програма Apollo. Също поради ограничаване на средствата и насочване към други космически технологии се налага Boeing да направи съкращаване на около 40 000 работници.
Междувременно пътникопотокът нараства в световен мащаб и възниква необходимостта от създаването на лайнери, които да превозват повече пътници. В това отношение компанията Boeing работи усилено и със създаването на суперлайнера В-747 JumboJet през 1968 г. стъпва мощно на пазара през 1970 г. В продължение на 35 години, до създаването на гигантския лайнер на Airbus А-380, В-747 е най-големият пътнически самолет в света.
В-747 се произвежда в няколко конфигурации и може да превозва до 524 пътници, разположени на два етажа със средна скорост 1046 km/h. До средата на 2006 г. са произведени 1450 самолета от този тип. Предвидено е да прелита без междинно кацане до 13 400 km, т.е. от Ню Йорк до Хонг Конг, или 1/3 от обиколката на земното кълбо. През 1989 г. е извършен опитен полет без пътници, по време на който е прелетяно разстоянието между Лондон и Сидни (18 000 km) за 20 часа и 9 минути.
Актуалната версия на В-747 е с дължина 70,7 m, ширина (с крилете) 64,4 m и височина 19,4 m. В бъдеще се предвижда увеличаване на дължината с 3,5 m и намаляване на разхода на 1 km с 3 l; увеличаване на броя на пътниците, а също така на прелитането без кацане до 15 300 km.
В началото на 1980-те години, преди да преустанови производството на В-727, компанията Boeing започва производство на заместващ го модернизиран среден клас трансконтинентален лайнер – В-757. Това е един от много успешните проекти на компанията. Демонстрационният опит е на 19 февруари 1982 г., а масовото производство е от началото на 1983 г. до края на 2004 г. За този период са произведени и продадени около 1050 машини. Този лайнер е значително по-комфортен и по-модерен от В-727 и е предназначен за превоз на около 50 пасажера повече. Става популярен и като най-бързо издигащия се пътнически самолет, с възможности бързо да понесе голямата температурна разлика при летища, намиращи се в горещ климат и отрицателната температура на въздуха на 11 000 m височина.
През август 1982 г. Boeing започва производството на модела В-767 – следващия след В-747 си модел с широко тяло, т.е. за превоз по-голям брой пътници по най-натоварените линии. Дотогава са развити 4 модификации на този модел и са произведени над 950 машини.
През 1990-те години на пазара на лайнери възниква интерес към междинен модел, обединяващ качествата за междуконтинентални прелети на В-747 и по-евтиния модел с широко тяло В-767. Ето защо Boeing конструира модела В-777 най-общо в два варианта – за трансконтинентални полети (най-често на 5000 km) и за междуконтинентални полети (най-често над 8000 km). Пробният полет на новия самолет е през лятото на 1994 г., а от юни 1995 г. той е в масово производство. От различните версии са произведени 550 машини. По отношение на капацитета си от гориво, вариантите на модела са най-общо 3 – А) за разстояние 7200 – 9500 km; В) за разстояние 10 700 – 14 300 km; С) за разстояние 14 800 km и повече.
- Хеликоптер СН-46 (Морски рицар)
- Хеликоптер СН-47 (Топъл вятър)
- Boeing 727 – 200 на фирмата DHL
- Boeing 737 – 300
- Б-737 – бизнес-джет за 50 – 100 пътници
- В-737 – тренировъчен самолет
- Boeing 747 – 200 на авиокомпанията Air France
- Boeing В-757 на Finnair
- Boeing В-767 на Sobelair
- Boeing В-777-200

### Развитие, след 1996 г.
Отпечатък върху това развитие дава присъединяването на компаниите McDonnell Douglas (през 1997 г.) и Rockwell International.
От 2004 до 2009 г. е създадена революционната серия икономични широкофюзелажни реактивни пътнически самолета с два двигателя Boeing 787 Dreamliner. Този самолет е предназначен да замени остарялата серия Boeing 767. Компанията Boeing обявява, че Dreamliner е по-икономичен в сравнение с всички предишни разработки. Този проект наследява много революционни идеи и технологии (например, крилата и фюзелажа от въглеродни влакна) от своя предшественик Boeing Sonic Cruiser, разработван в края на 1990-те години и замразен тогава за неопределено време.